# Sport Lisboa e Benfica 2015-2016
Questa voce raccoglie le informazioni riguardanti il  Sport Lisboa e Benfica  nelle competizioni ufficiali della stagione 2015-2016.

## Stagione
Prima dell'inizio di questa stagione Jorge Jesus si trasferisce allo Sporting Lisbona, mentre il vice-capitano Maxi Pereira va al Porto a parametro zero. La dirigenza nomina Rui Vitória come nuovo allenatore: l'avventura del nuovo tecnico comincia però male, con la sconfitta nella Supercoppa di Portogallo proprio contro lo Sporting di Jorge Jesus (1-0). Le aquile non partono bene neanche in campionato, avendo già perso 3 partite (compreso il derby con lo Sporting in casa, per 0-3) dopo 8 giornate. In Champions League le cose vanno invece meglio: il club, sorteggiato insieme a Atlético Madrid, Galatasaray e Astana, riesce a qualificarsi agli ottavi per la prima volta dal 2011-2012, grazie soprattutto all'importante vittoria per 2-1 ottenuta sul campo degli spagnoli primi. In coppa nazionale il Benfica perde la terza partita consecutiva contro lo Sporting vendendo così eliminato nel quarto turno. Si riprende però in campionato, complici varie cadute dello  stesso Sporting e l'introduzione nella formazione titolare di un centrocampista diciottenne, Renato Sanches: vince 16 partite su 17 nel girone di ritorno, compreso il derby per 1-0 che consegna definitivamente alle aquile il primo posto, che viene mantenuto fino alla fine del campionato e che porta il terzo successo consecutivo, fatto che non accadeva da 39 anni. Rui Vitória batte diversi record, quali il maggior numero di punti ottenuti in un torneo a 18 squadre (88) e il maggior numero di vittorie consecutive fuori casa (16). In Champions, invece, il Benfica elimina lo Zenit San Pietroburgo negli ottavi fermandosi però ai quarti, eliminato dal Bayern Monaco con un 3-2 complessivo. Vince, invece, la settima Taça da Liga, sconfiggendo nuovamente in finale il Marítimo, questa volta per 6-2.

## Maglie e sponsor
| Manica sinistra · Manica sinistra · Maglietta · Maglietta · Manica destra · Manica destra · Pantaloncini · Pantaloncini · Calzettoni · Calzettoni | Manica sinistra · Manica sinistra · Maglietta · Maglietta · Manica destra · Manica destra · Pantaloncini · Pantaloncini · Calzettoni · Calzettoni |  |

## Rosa
| N. |                        | Ruolo | Calciatore              |
| -- | ---------------------- | ----- | ----------------------- |
| 1  | Brasile (bandiera)     | P     | Ederson                 |
| 2  | Argentina (bandiera)   | D     | Lisandro Ezequiel López |
| 3  | Spagna (bandiera)      | D     | Alejandro Grimaldo      |
| 4  | Brasile (bandiera)     | D     | Luisão                  |
| 5  | Serbia (bandiera)      | C     | Ljubomir Fejsa          |
| 7  | Grecia (bandiera)      | C     | Andreas Samarīs         |
| 8  | Paesi Bassi (bandiera) | C     | Bilal Ould-Chikh        |
| 9  | Messico (bandiera)     | A     | Raúl Jiménez            |
| 10 | Argentina (bandiera)   | C     | Nicolás Gaitán          |
| 11 | Grecia (bandiera)      | A     | Kōstas Mītroglou        |
| 12 | Brasile (bandiera)     | P     | Júlio César             |
| 13 | Portogallo (bandiera)  | P     | Paulo Lopes             |
| 14 | Svezia (bandiera)      | D     | Victor Lindelöf         |
| 17 | Brasile (bandiera)     | A     | Jonas                   |
| 18 | Argentina (bandiera)   | C     | Eduardo Salvio          |

| N. |                       | Ruolo | Calciatore             |
| -- | --------------------- | ----- | ---------------------- |
| 19 | Portogallo (bandiera) | D     | Eliseu                 |
| 20 | Portogallo (bandiera) | C     | Gonçalo Guedes         |
| 21 | Portogallo (bandiera) | C     | Pizzi                  |
| 23 | Marocco (bandiera)    | C     | Adel Taarabt           |
| 28 | Portogallo (bandiera) | D     | Sílvio                 |
| 30 | Brasile (bandiera)    | C     | Talisca                |
| 31 | Brasile (bandiera)    | A     | Victor Andrade         |
| 33 | Brasile (bandiera)    | D     | Jardel                 |
| 34 | Portogallo (bandiera) | C     | André Almeida          |
| 38 | Portogallo (bandiera) | A     | Nuno Santos            |
| 39 | Marocco (bandiera)    | C     | Mehdi Carcela-González |
| 40 | Portogallo (bandiera) | C     | João Teixeira          |
| 50 | Portogallo (bandiera) | D     | Nélson Semedo          |
| 85 | Portogallo (bandiera) | C     | Renato Sanches         |
|    | Serbia (bandiera)     | A     | Ivan Šaponjić          |